# یودوووکا (استان پودلاسکی)
یودوووکا (به لاتین: Jodłówka) یک روستا در لهستان است که در گمینا دوبیچه تسرکیونه واقع شده‌است.